# سلسلة إنتاج السلع

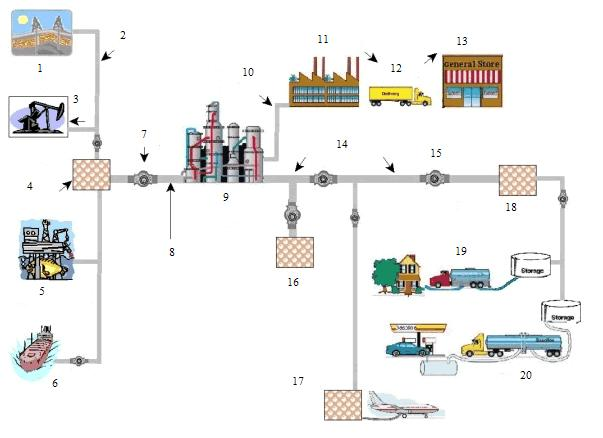

تتمثل سلسلة إنتاج السلع في العملية التي تلجأ إليها الشركات لجمع الموارد وتحويلها إلى بضائع أو سلع وتوزيعها في نهاية الأمر على المستهلكين. وهي عبارة عن سلسلة من الروابط التي تصل ما بين أماكن إنتاج وتوزيع كثيرة ينتج عنها تبادل السلعة الأساسية بالسوق العالمية. ويمكننا أن نوجز القول بأنها مسار الاتصال الذي تنتقل خلاله البضاعة من المنتجين إلى المستهلكين. قد تكون سلاسل إنتاج السلع فريدة وذلك وفق أنواع المنتجات أو أنواع الأسواق. ويمكن أن تشتمل المراحل المختلفة بسلسلة إنتاج السلعة على قطاعات اقتصادية مختلفة أو يجري تناولها من قِبل نفس الشركة.
لاحظ عدد من المعلقين أن سلاسل إنتاج البضاعة في عصر الإنترنت أصبحت أكثر شفافية على نحو متزايد. وقد تبنى مشروع ويكيتشينز دوت كوم (Wikichains.com) نفس تقنية موقع الويب التعاوني الذي تستخدمه ويكيبديا لجعل سلاسل إنتاج السلع أكثر شفافية. ويقول ويليام جونز إسك (William Jones Esq): «هي عبارة عن شبكة تتكون من عمليات الإنتاج والعمل تثمر في نهاية المطاف عن سلعة مكتملة». .